# Cá ó không chấm
Cá ó không chấm (tên khoa học Aetobatus flagellum) là một loài cá thuộc họ Myliobatidae. Nó được tìm thấy ở Trung Quốc, Ấn Độ, Indonesia và Pakistan.
Loài này đang bị đe dọa.